# John D. Whiting

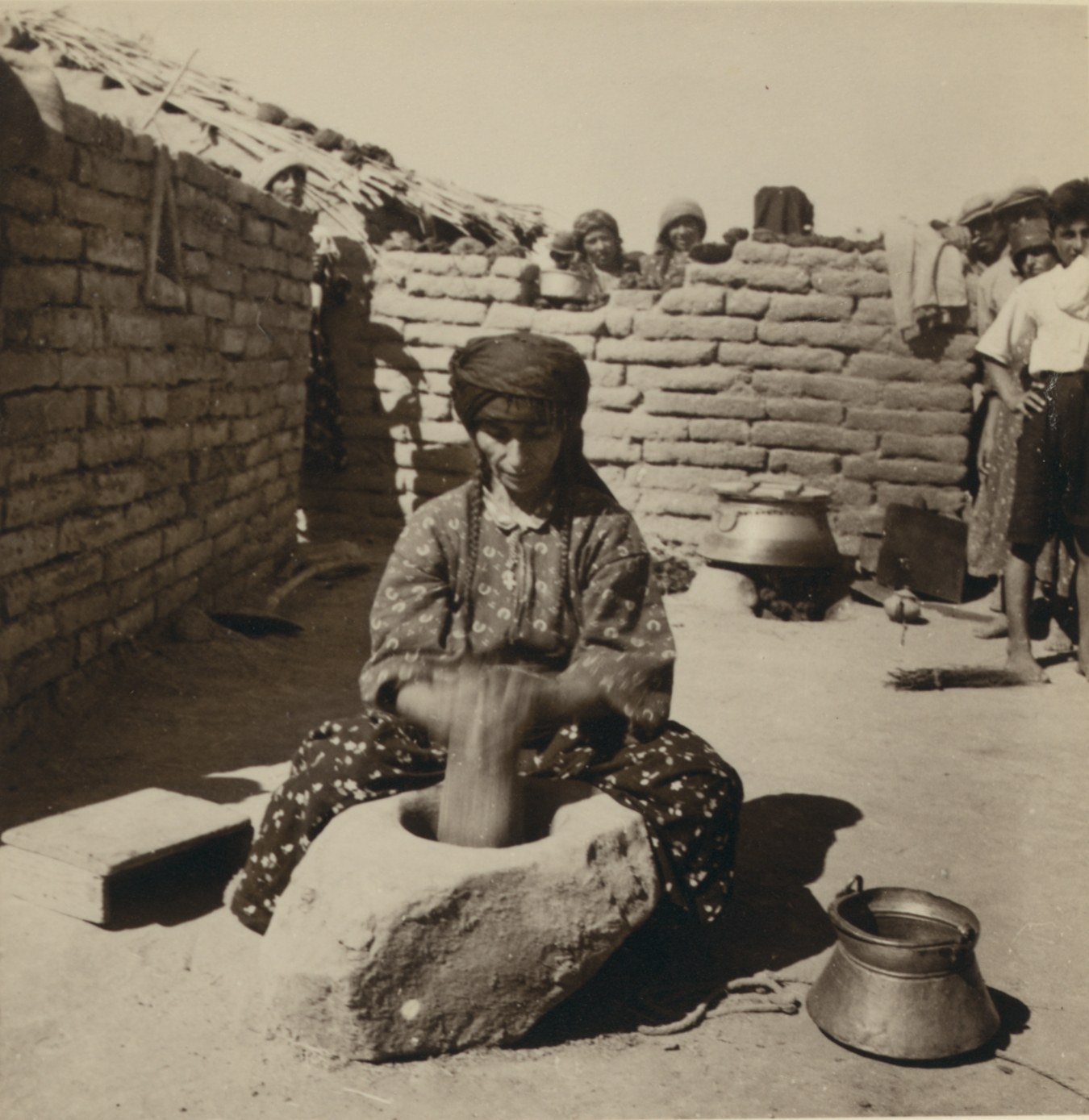
John D. Whiting: Uprchlá asyrská žena, Tell-Tamar, 1939

John D. Whiting byl fotograf a člen fotografického oddělení Americké kolonie v Jeruzalémě (anglicky American Colony Photo Department). Whitingovy deníky, korespondence a další materiály jsou umístěny v Kongresové knihovně, v oddělení Manuscript Division.

## Americká kolonie
Elijah Meyers byl členem Americké kolonie a od 90. let 19. století začal fotografovat město Jeruzalém a jeho okolí včetně akcí, které se tam pořádaly. Meyersova práce se postupně rozšířila na plnohodnotnou fotografickou divizi v rámci kolonie, včetně fotografů jako byli Hol Lars Larsson, Erik Lind, Lars Lind, Furman Baldwin, John D. Whiting nebo G. Eric Matson. Divize nesla název American Colony Photo Department a po rozpadu kolonie v roce 1934 se přejmenovala na Matson Photographic Service a fungovala až do 70. let. Jejich zájem se soustředil na archeologické artefakty (např. Lví věž v Tripolisu) a fotografie detailů vzbuzovaly zájem archeologů. Fotografie zobrazují lidi, místa a události na Blízkém východě z posledních let Osmanské říše, první světové války, britského mandátního období, druhé světové války a období státu Izrael. Většina obrazů líčí Palestinu (dnešní Izrael, Západní břeh Jordánu a pásmo Gazy). Ostatní uvedené země jsou Libanon, Sýrie, Jordánsko, Irák, Egypt a Turecko. Část sbírky pokrývá země východní Afriky včetně Súdánu, Keni, Tanzanie, Zanzibar a Ugandy. Fotografie zachycují náboženské obřady, každodenní život, umění a řemesla, archeologické lokality, školy, nemocnice, historické budovy a areály, demonstrace a konflikty, významné události, politické vůdce a krajiny. Patří sem rovněž letecké snímky, portréty a obrazy představují biblické scény. Sbírka Matson Collection byla později darována knihovně Library of Congress.

## Galerie
Fotografie Johna D. Whitinga, Fotografické oddělení Americké kolonie:

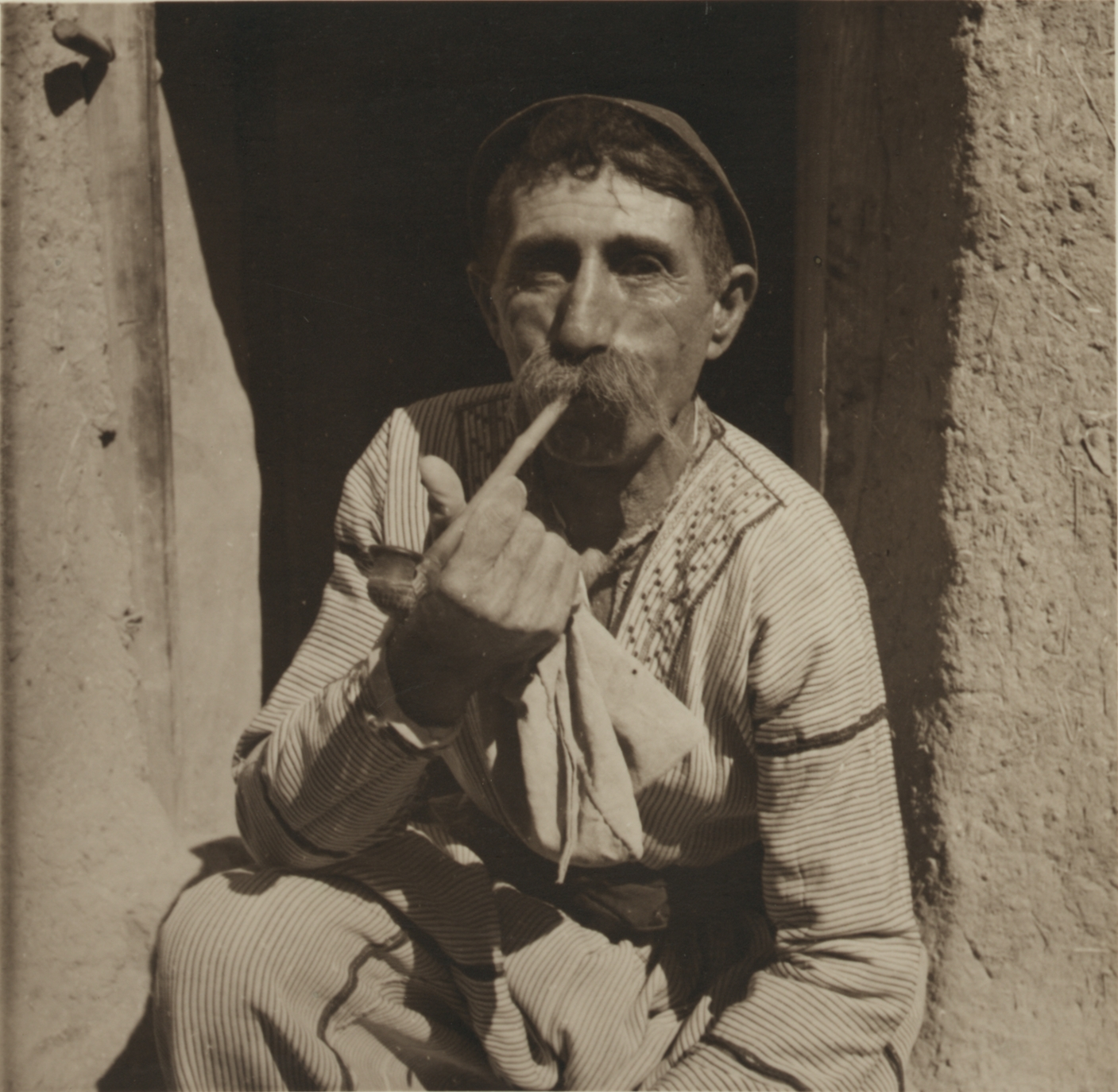
Asyrský muž, 1939
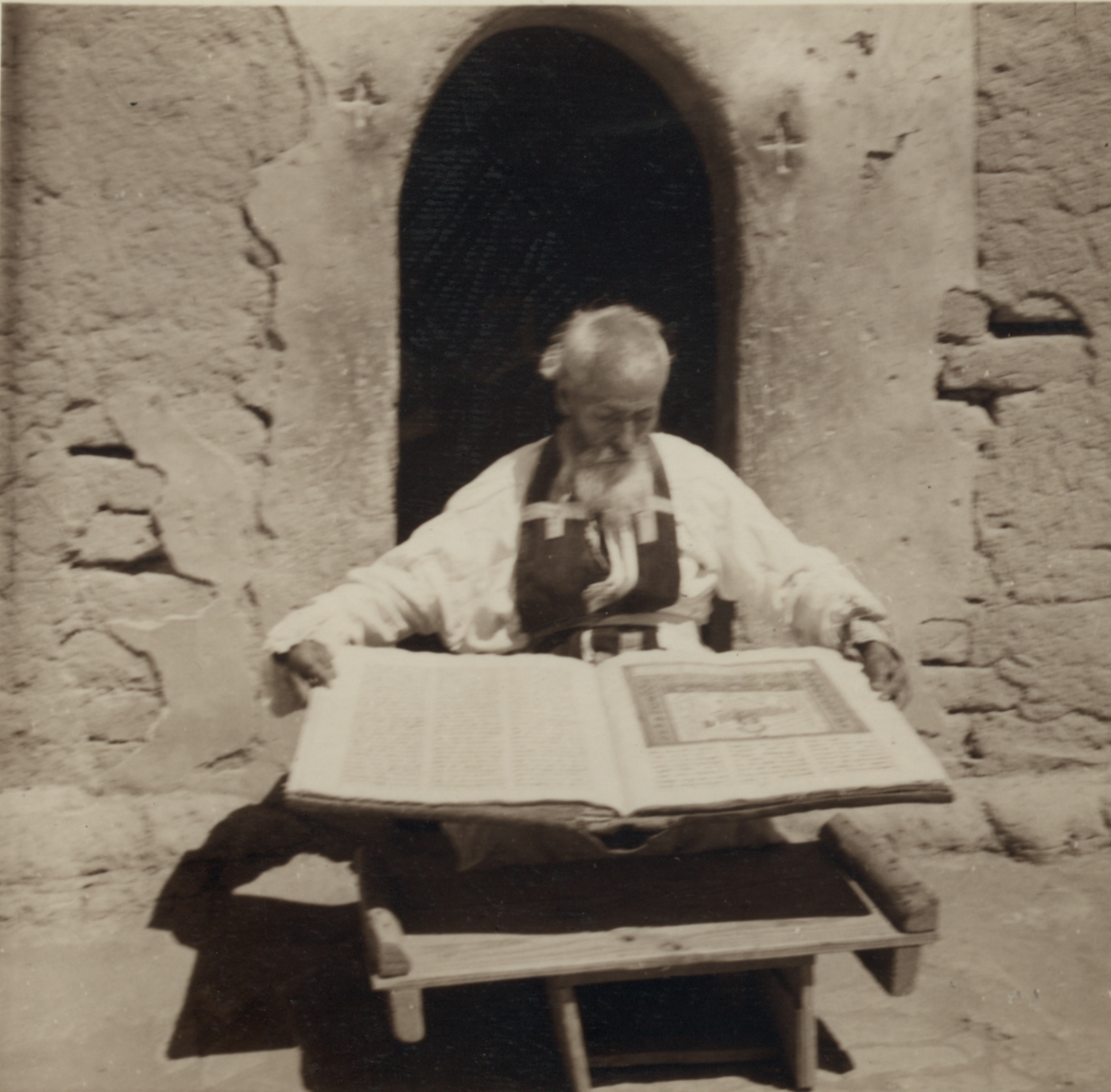
Kněz s rukopisem
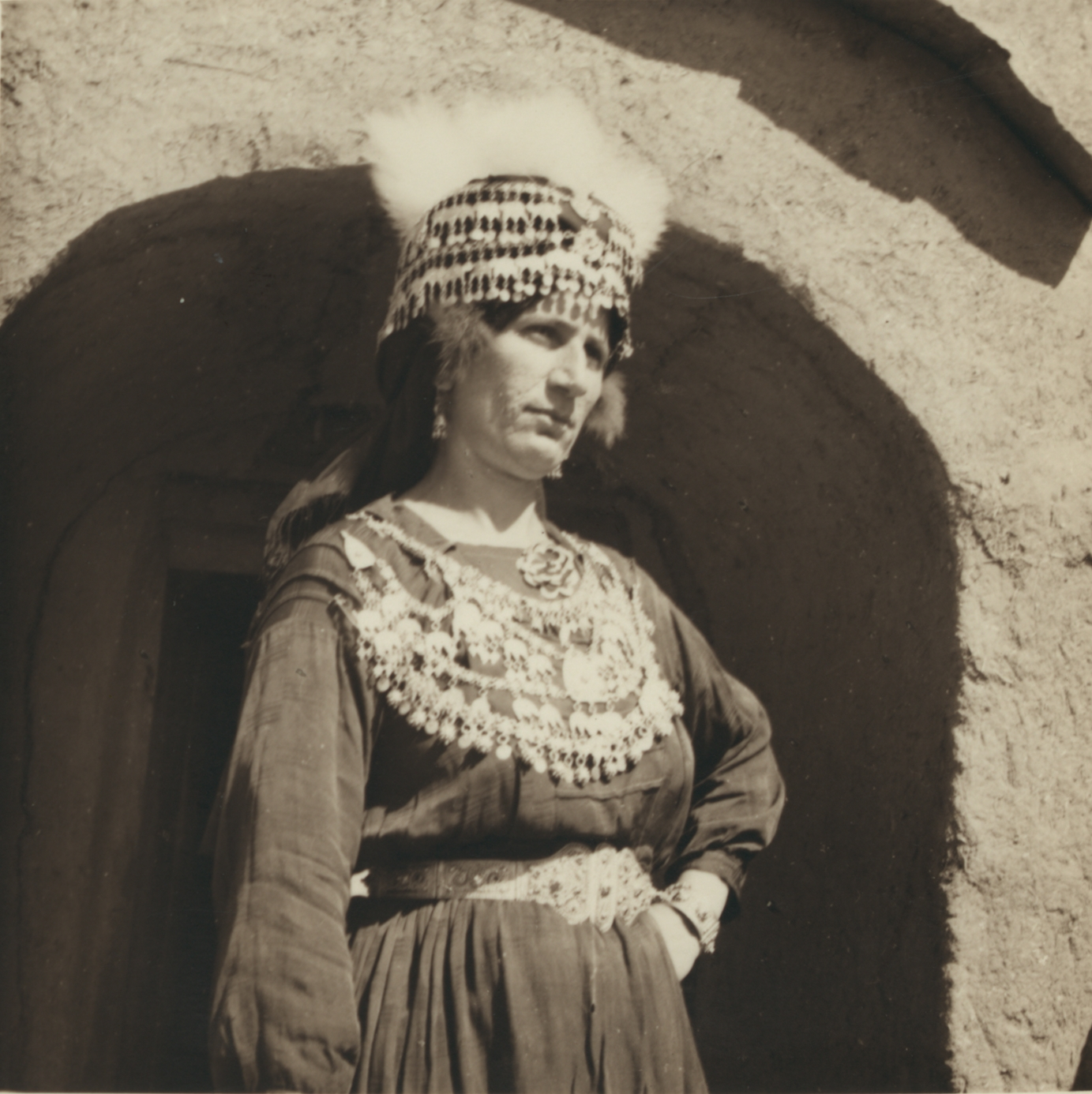
Asyrská žena se šperky